# إريك واتس
إريك واتس (بالإنجليزية: Erik Watts)‏ هو لاعب كرة قدم أمريكية أمريكي، ولد في 19 ديسمبر 1967 في تلسا في الولايات المتحدة.

## وصلات خارجية
- إريك واتس على موقع WrestlingData.com (الإنجليزية)
- إريك واتس على موقع CageMatch worker (الإنجليزية)
- إريك واتس على موقع قاعدة بيانات المصارعة على الإنترنت (الإنجليزية)
- إريك واتس على موقع عالم المصارعة على الإنترنت (الإنجليزية)
- إريك واتس على موقع عالم المصارعة على الإنترنت (الإنجليزية)
- إريك واتس على موقع IMDb (الإنجليزية)
- إريك واتس على موقع قاعدة بيانات الفيلم (الإنجليزية)